# 新日鐵住金光鋼管工場
新日鐵住金光鋼管工場（しんにってつすみきんひかりこうかんこうじょう）は、かつて存在した新日鐵住金の工場である。2003年（平成15年）に旧・新日本製鐵（新日鉄）からステンレス部門が新日鐵住金ステンレス（NSSC）として分社化された際に、鋼管部門が新日鉄「鋼管事業部 光鋼管部」、ステンレス部門が新日鐵住金ステンレス「光製造所」として分離され、組織の名称としての「光製鐵所」は廃止された。その後、2011年（平成23年）に光鋼管部は「大分製鐵所光鋼管工場」に改称され、九州にある大分製鐵所の下部組織とされ、2014年（平成26年）にチタン関係は光チタン部となった。
後身の大分製鐵所光鋼管工場、NSSC光製造所、光チタン部については、それぞれの項目も参照されたい。いずれも所在地は山口県光市大字島田3434番地。

## 概要

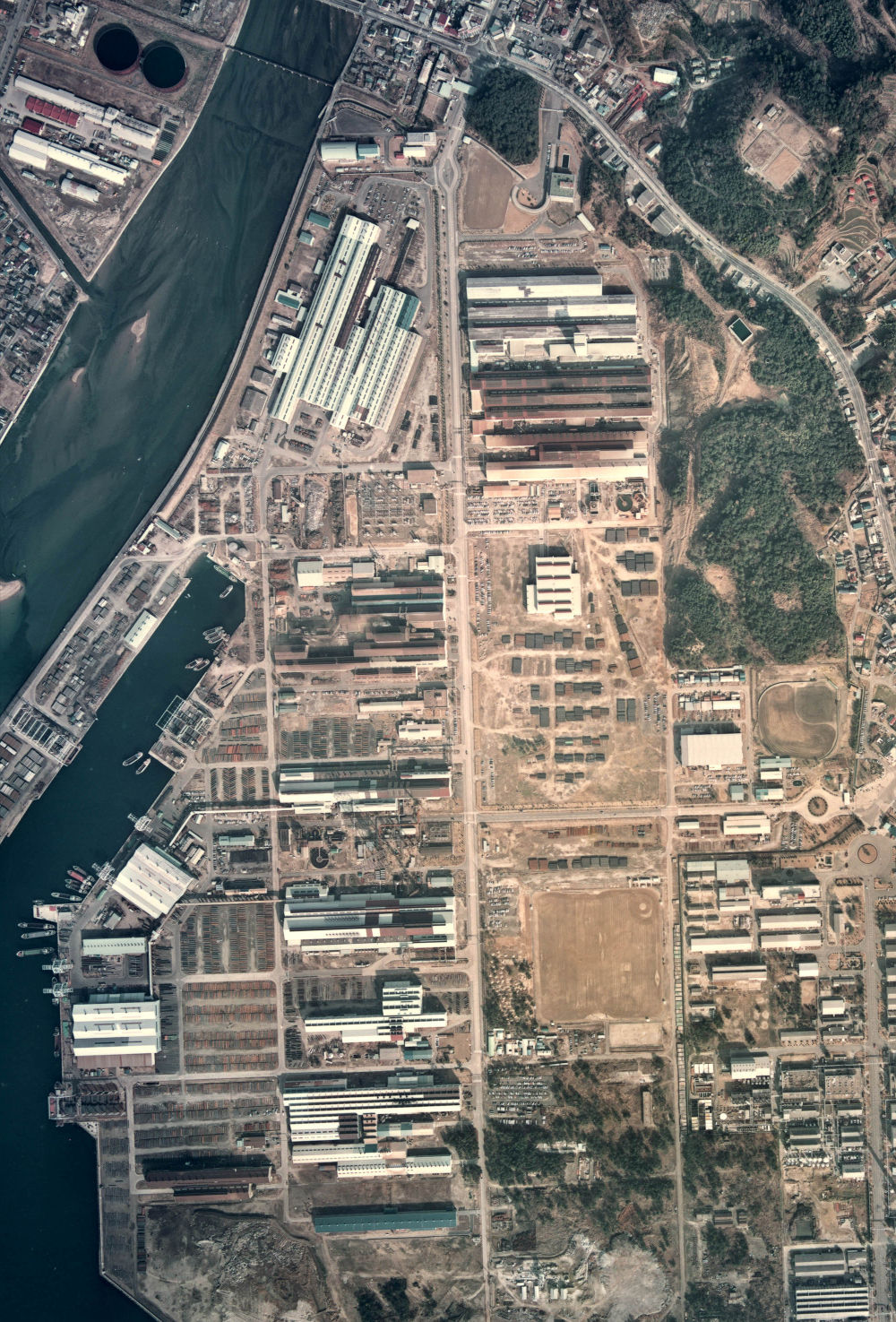
光製鐵所の航空写真（1974年）。

1955年（昭和30年）に八幡製鐵の光製鐵所として発足したのがこの工場の始まりである。当初は線材専門の工場であったが、順次電縫鋼管、熱間押出法による異形形鋼・継目無（シームレス）鋼管、ステンレス鋼材と生産品種を拡大した。1970年（昭和45年）に八幡製鐵・富士製鐵の合併により、新日鉄が発足すると光製鐵所となった。その後もチタン圧延材、金属箔などの生産を始めた。2003年（平成15年）に新日鉄からステンレス部門が分離されてNSSCが発足した際、それにあわせて、光製鐵所は新日鉄に残った「光鋼管部」とNSSCに移管された「光製造所」に分割された。2006年（平成18年）に金属箔部門は新日鉄から新日鉄マテリアルズ（現・新日鉄住金マテリアルズ）に分離されている。2011年（平成23年）4月に光鋼管部は大分製鐵所に統合、名称を「光鋼管工場」とした。

## 沿革
- 1955年（昭和30年）5月18日 - 八幡製鐵の「光製鐵所」として発足。月内に線材圧延設備が稼動開始。
- 1958年（昭和30年）8月25日 - 日本特殊鋼管（のちの八幡鋼管）が構内に電縫鋼管製造設備を新設。
- 1959年（昭和34年）9月7日 - ユージンセジュルネ式熱間押出設備を新設。
- 1960年（昭和35年）2月1日 - 電気炉を新設。
- 1964年（昭和39年）1月 - ステンレス鋼板の冷延圧延設備を新設。
- 1968年（昭和43年）4月1日 - 八幡製鐵が八幡鋼管を吸収合併。
- 1970年（昭和45年）3月31日 - 新日鉄発足、同社の光製鐵所となる。
- 2003年（平成15年）10月1日 - ステンレス部門を新日鐵住金ステンレス (NSSC) として分離。新日鉄「光鋼管部」、NSSC「光製造所」発足。
- 2006年（平成18年）7月1日 - 新日鉄新素材事業部金属箔部門を新日鉄マテリアルズとして分離。
- 2011年（平成23年）4月1日 - 鋼管事業部 光鋼管部が大分製鐵所に統合され、大分製鐵所「光鋼管工場」に改称[1]。
- 2012年（平成24年）10月1日 - 新日本製鐵が住友金属工業を吸収合併し、新日鐵住金が発足。

## アクセス
- 西日本旅客鉄道（JR西日本）山陽本線光駅よりタクシーで5分。
- 山陽自動車道熊毛ICより光市内方面へ30分。